# Eresia anomala
Eresia anomala är en fjärilsart som beskrevs av Higgins 1981. Eresia anomala ingår i släktet Eresia och familjen praktfjärilar. Inga underarter finns listade i Catalogue of Life.